# Merced, California

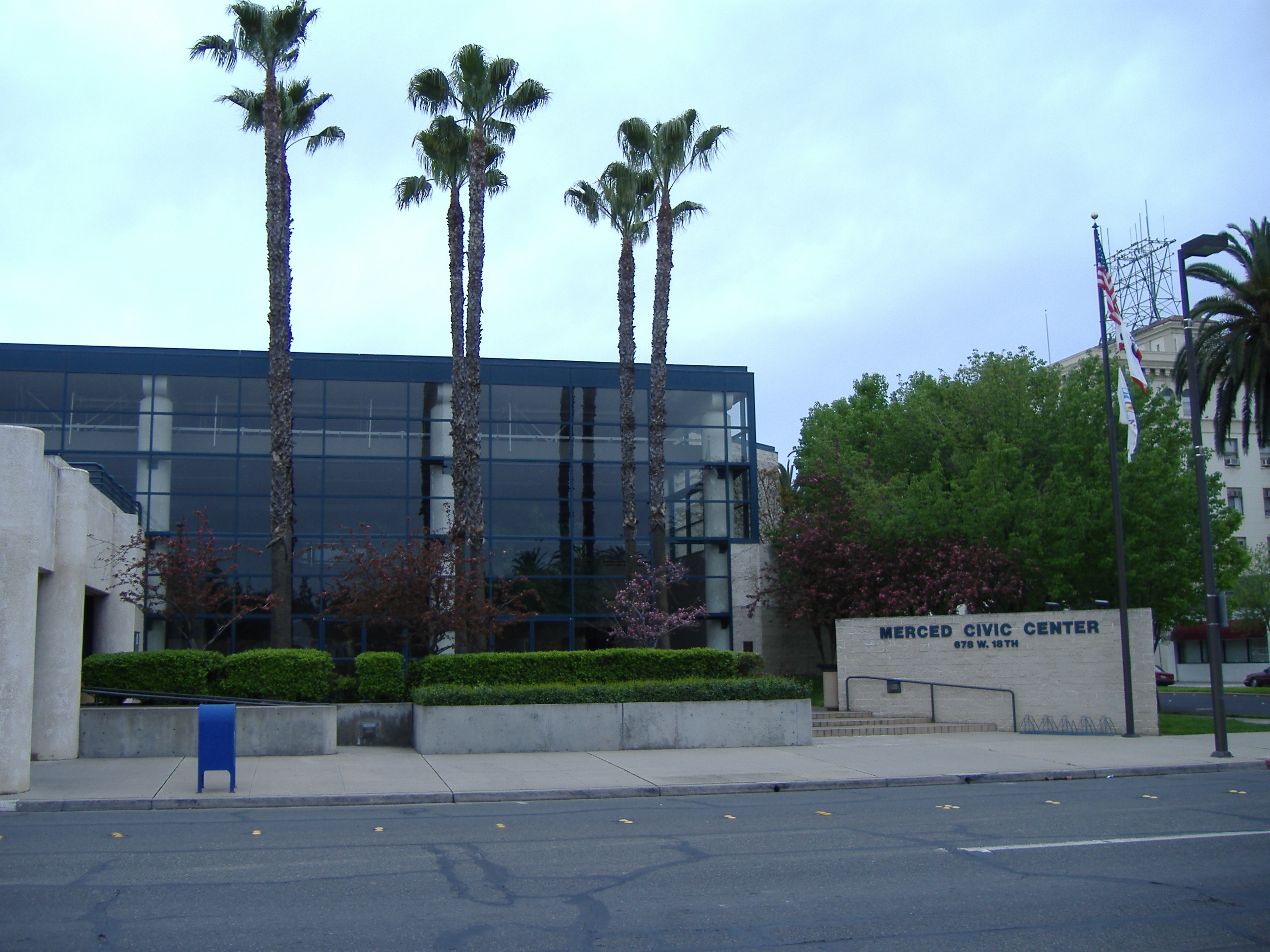
Downtown-ul orașului Merced

Merced este un oraș cu circa 70.600 de locuitori (conform unei estimări din 2004), sediul comitatului omonim, Comitatul Merced, din statul federal  California,  Statele Unite ale Americii.
1. ↑   https://www.cacities.org/Resources-Documents/Resources-Section/Charter-Cities/Charter_Cities-List, accesat în 7 aprilie 2020 Lipsește sau este vid: |title= (ajutor)
2. ↑  Recensământul Statelor Unite ale Americii din 2010, accesat în 9 iulie 2020